# Агзамов, Феруз Музафарович
Феруз Музафарович Агзамов (род. 27 февраля 1965, Ташкент) — советский и узбекский самбист, бронзовый призёр первенств СССР среди юношей (1983) и юниоров (1984), победитель (1990) и бронзовый призёр (1988) розыгрышей Кубка СССР, серебряный призёр чемпионата СССР 1991 года, победитель летней Спартакиады народов СССР 1991 года, победитель международного турнира «Мемориал Харлампиева» 1990 года, чемпион Европы 1991 года, серебряный призёр чемпионата Азии 1994 года, мастер спорта СССР международного класса. Представлял спортивный клуб «Динамо» (Ташкент). Выступал в 1-й полусредней весовой категории (до 68 кг). Наставником Агзамова был А. Н. Абдувалиев.